# José Nicolás Irías Midence
José Nicolás Irías Midence Fue un religioso de origen criollo y de orientación conservadora que llegó a ser vicario capitular y provisor general de la Arquidiócesis de Tegucigalpa (Honduras) en 1821.

## Biografía
José Nicolás Irías Midence, nació en 1774, falleció en 1842. Su padre fue don José Gabriel Irías y Cárcamo Vellorín (Nicaragua, ¿?-1814), un Adelantado Real y empresario ganadero y minero con propiedades desde "Las Segovias" hasta Danlí de origen criollo y natural de Nueva Segovia, Nicaragua, su madre fue doña Antonia Josefa Midence Zelaya (Tegucigalpa, 1761-¿?).
- Hermanos: Francisco José Irías Midence, Pablo Irías Midence y Vicente Irías Midence.

Nicolás Irías Midence recibió sus estudios primeramente en el Colegio Tridentino de Comayagua donde estuvo cursando el bachillerato en filosofía por 3 años y continuo los estudios superiores en la Real y Pontificia Universidad de San Carlos Borromeo en la Nueva Guatemala de la Asunción obteniendo a los cuatro años el doctorado en Ultroque Juris. (Tres derechos: natural, canónico e indiano) seguidamente regresó a Comayagua, buscando su vocación. 
En 1802 el convaleciente Obispo Vicente Navas y Márquez, ordenaba al joven Nicolás Irías Midence como sacerdote y regresando al poco tiempo a Guatemala. A la muerte del Obispo Navas y Márquez en 1809 ascendió el obispo Francisco de Paula Campoy y Pérez, mientras Nicolás Irías se encontraba en Guatemala.
Nicolás Irías, en 1811 era maestro de escuela y después había sido nombrado vicario de la parroquia de Tatumbla; seguidamente cura interino de Olanchito en (Yoro) y después cura de Cururu jurisdicción de la ciudad de (La Paz); en 1817 ascendió a chantre de la Catedral de Comayagua, su llegada a la política fue al ser nombrado Diputado provincial por Comayagua en el parlamento de Guatemala, razón por la cual regresó a aquel país, dejando el cargo vacante y ocupándolo Licenciado Monseñor Juan Miguel Fiallos y don Pedro Boquín de Aranda, quien de su persona se define que ejercía el poder dentro de los mandos eclesiásticos hondureños a favor de la elite criolla. 
- Entre el mes de noviembre de 1820 al mes de septiembre de 1821 fue Diputado Provincial de Comayagua; por consiguiente era el hombre más fuerte del cabildo.
- En 1821 es nombrado Vicario Protempore de la Diócesis, aunque este nombramiento fue por larga temporada.
- Para octubre del mismo año, Irías Midence es miembro de la Junta de Gobierno de Comayagua, que la componían, el licenciado José Tinoco de Contreras, José María Zelaya, José Francisco Zelaya.[1]

## Guerra Liberal-clerical-conservadora
Nicolás Irías Midence era de ascendencia hispánica, por lo cual sus ostentosidades y desparrames económicos no eran de asombro en la Honduras del siglo XVIII-XIX, cuando viajaba lo hacía con un séquito impresionable, Midence estaba en contra de la doctrina emprendida por el sacerdote Francisco Antonio Márquez, (hermano del presidente General José Antonio Márquez) de que tanto el poder civil como el religioso debían mantenerse unidos, ideas independentistas que so pesaban en las cabezas de los criollos y adinerados. Irías Midence fue un gran oponente del Licenciado Dionisio de Herrera, primer jefe de Estado de Honduras.
“Ponga usted el bastón en la mesa, que no faltará quien lo empuñe…” fueron palabras del prelado Irías Midence, dirigidas a Herrera cuando tomó posesión de Jefe de Estado el 16 de septiembre de 1824. La Guerra había comenzado en Honduras entre conservadores y liberales, el Licenciado Dionisio de Herrera sufrió después un atentado en su casa, hombres pagados dispararon de la calle hacia el dormitorio del político, Irías Midence declaró que la guerra había empezado, seguidamente ofreció que los civiles se alzarían en armas contra el gobierno, en 1826 Nicolás Irías Midence excomulgaría a Herrera, aduciendo que mantenía influencias francmasónicas y de herejía. El vicario Irías Midence acudió a los gobiernos de Guatemala y El Salvador con el fin de que le apoyaran con armas, sucedió que ambos países accedieron a las pretensiones del prelado. El presidente de Guatemala envió tropas federales a Honduras al mando de José Justo Milla con el fin de derrocar a Herrera, lo cual consiguió el 10 de mayo de 1827; pero, el General Francisco Morazán y el ejército liberal unionista, derrotó a Milla en la Batalla de La Trinidad, Midence huyendo de los liberales huyó a su exilio de Honduras nombrando como su sucesor en el obispado al presbítero Mariano Castejón. 

José Nicolás Irías Midence, regresó de su exilio en el año de 1839, ya envejecido se retiró a la localidad de “Boca del Monte” un lugar muy retirado, donde se mantuvo aquejado de cansancio y donde fallecería a la edad de 68 años en 1842.
El primer pasó hacia “La Guerra de los Padres” ya estaba hecho, seguía el levantamiento del cura Miguel del Cid vicario de Comayagua, quien en 1857 había sido seleccionado para suceder al Obispo Hipólito Casiano Flores otro allegado que fue de Irías Midence y de su filosofía conservadora. En 1860 Miguel del Cid llamó a la toma de armas a los feligreses y otros curas contra las autoridades gubernamentales, sucedieron muchas atrocidades en las rebeliones que fue aplastadas por las tropas hondureñas del presidente de turno General Brigadier José Santos Guardiola, pero, no se llegó a una completa pacificación, sino, hasta con el nombramiento del nuevo Obispo Juan de Jesús Zepeda y Zepeda.

## Obras publicadas
- "Propositiones de iure naturali, Romano, Hispano atque Indico defendendae" libro sobre derecho publicado en 1801, en Guatemala.

## Observación
Enrique D. Dussel. Se refiere en cuanto a tres símbolos partidistas de la curia hondureña de la siguiente forma: “…La relación de la Iglesia con la organización de un estado nacional independiente en Honduras, puede quedar simbolizada por tres figuras: el presbítero José Nicolás Irías, representante a la reacción; el presbítero Francisco Antonio Márquez, representando a la revolución y el presbítero José Trinidad Reyes, representando a la tradición.”